# Fissidens tortuosus
Fissidens tortuosus là một loài Rêu trong họ Fissidentaceae. Loài này được Geh. & Hampe mô tả khoa học đầu tiên năm 1881.